# A Mãe É que Sabe
A Mãe é que Sabe é um filme português de comédia, realizado por Nuno Rocha e produzido por Pablo Iraola e Pandora da Cunha Telles.
Estreou-se em Portugal a 8 de dezembro de 2016.

## Sinopse
O filme gira à volta de Ana Luísa, que durante os festejos do aniversário do seu pai, vai percebendo, juntos das outras pessoas que também se encontram presentes, o impacto que a sua mãe Josefa, já falecida, teve nas escolhas da sua vida. Entretanto, um acontecimento astrofísico ocorre, deixando alguns poderem entrar em universos paralelos, sendo Ana uma dessas pessoas, e dando-lhe a hipótese de escolher continuar como está, ou alterar algo no passado, mudando o seu presente para sempre.

## Elenco
- Maria João Abreu (†) como Ana Luísa
- Joana Pais de Brito como Josefa 73 / 86 / 92
- Filipe Vargas como Adelino 73 / 86 / 92
- Filipa Areosa como Ana Luísa 86 / 92
- Manuel Cavaco como Adelino
- Dalila Carmo como Daniela
- Adriano Carvalho como Carlos
- Manuela Maria como tia São
- Carlos Santos (†) como tio Domingos
- Ricardo Azevedo como Fernando
- Bruno Cabrerizo como Vítor
- Beatriz Costa como Mariana
- Noémia Costa como Eduarda
- Catarina Rebelo como Daniela 86 / 92
- Margarida Carpinteiro como Josefa 2016
- Miguel Monteiro como Mário
- João Maria Maneira como Carlos 1992
- Carminho Santos Saraiva como Ana Luísa 1973
- Lara Braga como Daniela 1973
- Tiago Martins como Tozé
- Guilherme Moura como namorado da Ana Luísa
- José Condessa como namorado da Ana Luísa
- Bruno Ambrósio como rapaz do cinema
- Miguel Taborda como rapaz do cinema
- João Pires como rapaz do cinema
- Gonçalo Lello como vendedor de gelados
- Estela Machado como entrevistadora da TV
- Miguel Gonçalves como cientista entrevistado
- Helder Clayton como pivot Notícias TV
- Anabela Baltasar como intérprete de linguagem gestual
- Jan Wiborg como Fernando 1992
- Nuno Diogo como fotógrafo do casamento
- Rodrigo Albuquerque como repórter do casamento
- Diogo Mesquita como médico

## Críticas
O filme foi geralmente bem recebido pela crítica.
Ângela Marques da Revista Sábado deu 4.5 estrelas (em cinco possíveis), descreveu o filme como uma "revelação - a revelação de um realizador, Nuno Rocha (que já tinha deixado boas indicações com a curta 3x3), a revelação de uma actriz, Joana Pais de Brito (que já tinha deixado óptimas indicações em Donos Disto Tudo, na RTP) e a revelação de um cinema português comercial que finalmente merece ser acomodado na categoria de comédia (e que andava a deixar muito más indicações nos últimos anos)".
Para Filipa Saraiva do Cinema 7ª Arte, o filme é prova de que "nem sempre é preciso carregar uma bagagem de experiência às costas para fazer um bom filme" (em referência ao facto de este ser o primeiro filme de Nuno Rocha); ainda que aparentemente simplista, "toma uma relevância gigantesca, visto que carrega consigo um significado digno de ser relembrado e valorizado". Para a crítica, o filme torna-se "tão imersivo e nostálgico", "com um ritmo próprio" devido à componente da memória; a comédia que o filme proporciona "aparece de forma subtil e elegante, contrastando muitas vezes com momentos comoventes". Saraiva acabou por dar ao filme três em quatro estrelas.
A escrever para a Arte-Factos, José Santiago deu ao filme 7.5 estrelas (em 10 possíveis), e escreveu que se trata de "um belíssimo filme, carregado de boa disposição e algum peso emocional", elogiando a narrativa, que "ultrapassa a premissa e que se torna numa celebração da vida e de todas as pessoas que nos rodeiam", e que há "um equilíbrio muito bem conseguido entre os dois géneros [comédia e drama] e um riso pode muito bem conduzir a uma lágrima". Outro ponto forte do filme foi o elenco, "com as interpretações de personagens que verdadeiramente ganham vida", destacando o desempenho de Maria João Abreu e Joana Pais de Brito.
Nem todas as críticas foram completamente positivas.
O crítico Hugo Gomes, no site C7nema, descreveu-o como "competente" (...) mas um filme o qual nenhuma força cósmica o conseguirá resgatar num futuro próximo", atribuindo com isto 2.5 estrelas (em 5 possíveis).
Luís Miguel Oliveira, a escrever para o Jornal Público, deu uma estrela (em cinco possíveis) critica o filme, como sendo "completamente irrelevante", que "não é muito sofisticado […] no seu registo muito colado ao naturalismo televisivo, feito com um profissionalismo sem surpresas nem inspiração digna desse nome". Mesmo assim, reconheceu que não pode ser anulada ao filme "uma certa simpatia pela sua atitude, a de procurar uma espécie de elegância que em momento algum hostiliza o espectador ou o trata como um alarve", especialmente pelo denotado "interesse (genuíno) pelos actores, sempre bem tratados, sobretudo os mais velhos".

## Prémios e nomeações
| Lista de prémios e nomeações                        | Lista de prémios e nomeações                       | Lista de prémios e nomeações                      | Lista de prémios e nomeações | Lista de prémios e nomeações |
| Prémios                                             | Categoria                                          | Nomeado                                           | Resultado                    | R.                           |
| --------------------------------------------------- | -------------------------------------------------- | ------------------------------------------------- | ---------------------------- | ---------------------------- |
| Globos de Ouro 2017                                 | Melhor Actriz Principal – Cinema                   | Maria João Abreu                                  | Indicado                     | [ 11 ]                       |
| Prémios Sophia – Academia Portuguesa de Cinema 2017 | Melhor Filme                                       | Pandora da Cunha Telles Pablo Iraola Ukbar Filmes | Indicado                     | [ 12 ]                       |
| Prémios Sophia – Academia Portuguesa de Cinema 2017 | Melhor Realizador                                  | Nuno Rocha                                        | Indicado                     | [ 12 ]                       |
| Prémios Sophia – Academia Portuguesa de Cinema 2017 | Melhor Actriz Secundária                           | Dalila Carmo                                      | Indicado                     | [ 12 ]                       |
| Prémios Sophia – Academia Portuguesa de Cinema 2017 | Melhor Actriz Secundária                           | Manuela Maria                                     | Venceu                       | [ 12 ] [ 13 ]                |
| Prémios Sophia – Academia Portuguesa de Cinema 2017 | Melhor Actor Secundário                            | Adriano Carvalho                                  | Venceu                       | [ 12 ] [ 13 ]                |
| Prémios Sophia – Academia Portuguesa de Cinema 2017 | Melhor Actor Secundário                            | Carlos Santos                                     | Indicado                     | [ 12 ]                       |
| Prémios Sophia – Academia Portuguesa de Cinema 2017 | Melhor Guarda-Roupa                                | Mia Lourenço                                      | Indicado                     | [ 12 ]                       |
| Prémios Sophia – Academia Portuguesa de Cinema 2017 | Melhor Argumento Original                          | Nuno Rocha Roberto Pereira                        | Indicado                     | [ 12 ]                       |
| Prémios Sophia – Academia Portuguesa de Cinema 2017 | Melhor Montagem                                    | Paula Miranda                                     | Indicado                     | [ 12 ]                       |
| Prémios Sophia – Academia Portuguesa de Cinema 2017 | Melhor Som                                         | Pedro Melo Tiago Raposinho Tiago Matos            | Indicado                     | [ 12 ]                       |
| Prémios Sophia – Academia Portuguesa de Cinema 2017 | Melhor Direcção Artística                          | Joana Cardoso                                     | Indicado                     | [ 12 ]                       |
| Prémios Sophia – Academia Portuguesa de Cinema 2017 | Melhor Fotografia                                  | Luís Branquinho                                   | Indicado                     | [ 12 ]                       |
| Prémios Sophia – Academia Portuguesa de Cinema 2017 | Melhor Guarda-Roupa                                | Mia Lourenço                                      | Indicado                     | [ 12 ]                       |
| Caminhos do Cinema Português 2017                   | Melhor Actriz Secundária                           | Joana Pais de Brito                               | Indicado                     | [ 14 ]                       |
| Prémios Aquila 2018                                 | Prémio do Júri – Melhor Actriz Principal           | Maria João Abreu                                  | Indicado                     | [ 15 ]                       |
| Prémios Aquila 2018                                 | Prémio do Júri – Melhor Actriz Principal           | Joana Pais de Brito                               | Indicado                     | [ 15 ]                       |
| Prémios Aquila 2018                                 | Prémio do Júri – Melhor Actriz Secundária          | Margarida Carpinteiro                             | Indicado                     | [ 15 ]                       |
| Prémios CinEuphoria 2017                            | Melhor Actriz Principal – Competição Nacional      | Maria João Abreu                                  | Indicado                     | [ 16 ]                       |
| Prémios CinEuphoria 2017                            | Melhor Actriz Secundária – Competição Nacional     | Joana Pais de Brito                               | Indicado                     | [ 16 ]                       |
| Prémios CinEuphoria 2017                            | Melhor Actor Secundário – Competição Nacional      | Adriano Carvalho                                  | Indicado                     | [ 16 ]                       |
| Prémios CinEuphoria 2017                            | Melhor Elenco – Competição Nacional                | O Elenco                                          | Indicado                     | [ 16 ]                       |
| Prémios CinEuphoria 2017                            | Melhor Argumento Original – Competição Nacional    | Nuno Rocha Roberto Pereira                        | Indicado                     | [ 16 ]                       |
| Prémios CinEuphoria 2017                            | Melhor Maquilhagem / Cabelos – Competição Nacional | Inês Pauor Mário Leal                             | Venceu                       | [ 16 ] [ 17 ]                |
| Prémios CinEuphoria 2017                            | Melhor Guarda-Roupa – Competição Nacional          | Mia Lourenço                                      | Indicado                     | [ 16 ]                       |
| Prémios CinEuphoria 2017                            | Melhor Montagem – Competição Nacional              | Paula Miranda                                     | Indicado                     | [ 16 ]                       |
| Prémios CinEuphoria 2017                            | Melhor Direcção de Arte – Competição Nacional      | Joana Cardoso                                     | Indicado                     | [ 16 ]                       |